# Бънси
Бънси е град в провинция Ляонин, Североизточен Китай. Административният метрополен район, който включва и града, е с население от 1 709 538 жители, а градското население е 959 610 жители (2010 г.). Общата площ на административния метрополен район е 8411 кв. км, а градската част е 747 кв. км. Намира се в часова зона UTC+8. Телефонният му код е 414. Средната най-висока годишна температура е 13,6 градуса, а средната годишна най-ниска – 2,7 градуса.